# Kashink
Kashink, pseudonyme de Maëva Martinez, née le 24 janvier 1981 à Alès, est une graffeuse, street artiste et musicienne française, avec des origines slaves et hispaniques.
Son pseudonyme est une onomatopée de l'univers des comics.
Depuis 2013, elle est reconnaissable à sa fine moustache dessinée au crayon,,,, elle se considère comme une femme street artiste militante, « Le but de ma démarche qu'elle soit artistique ou personnelle, c'est de célébrer la diversité de l'humanité ».

## Biographie

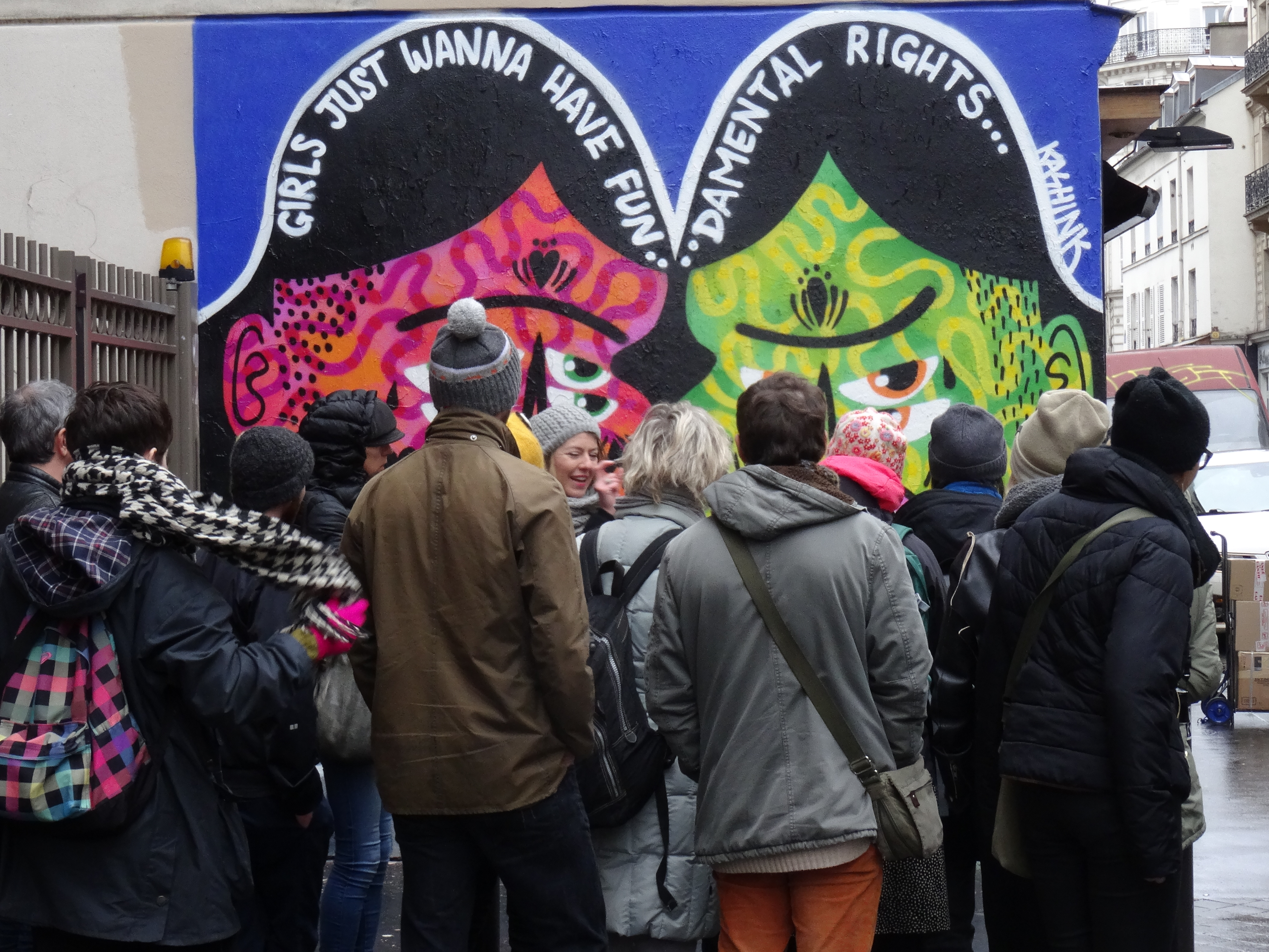
Street art by Kashink, rue Saint-Maur, Paris 11

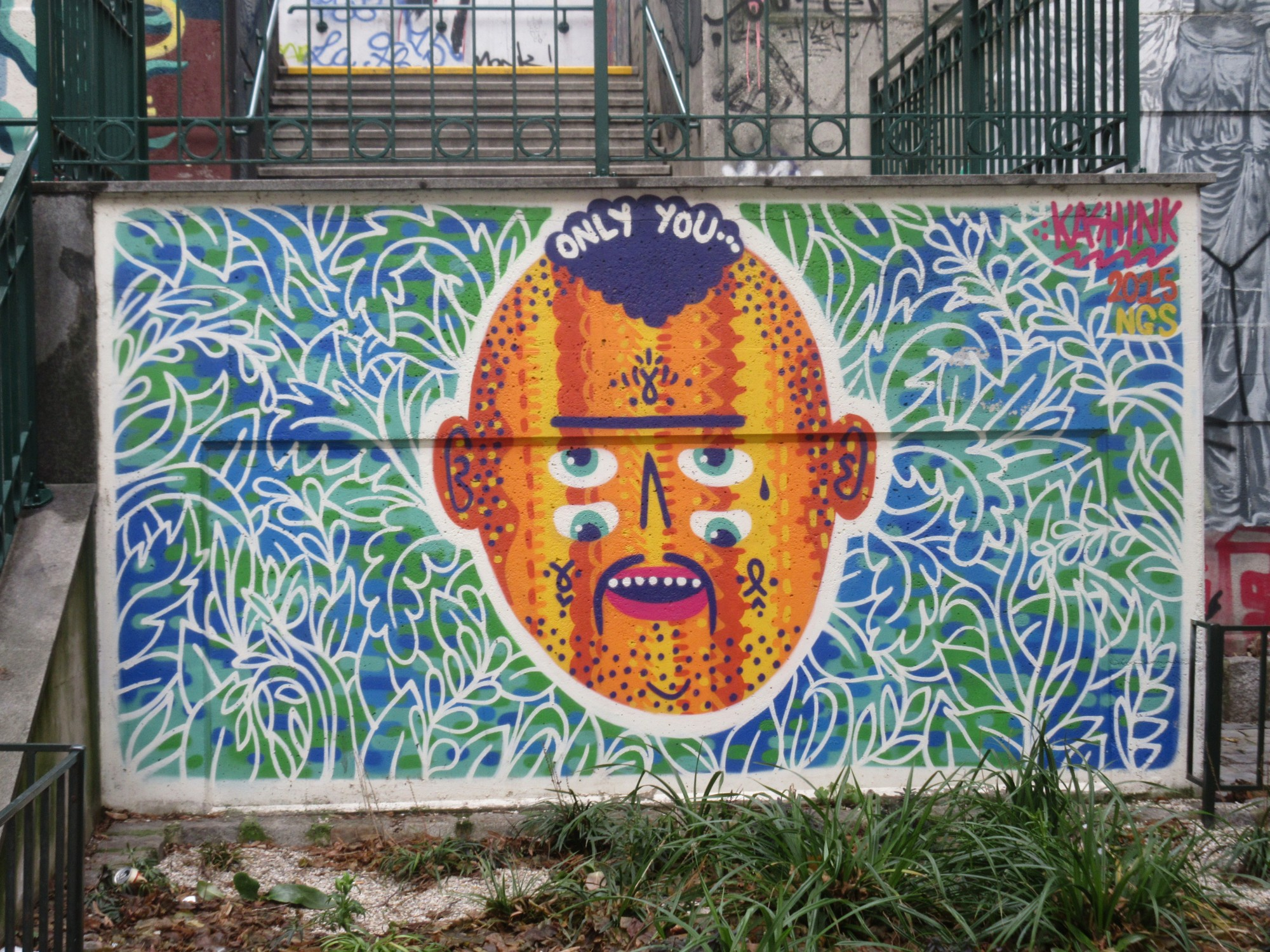
Peinture murale de Kashink sur le Capistrstiege, réalisée dans le cadre du festival Calle Libre 2015

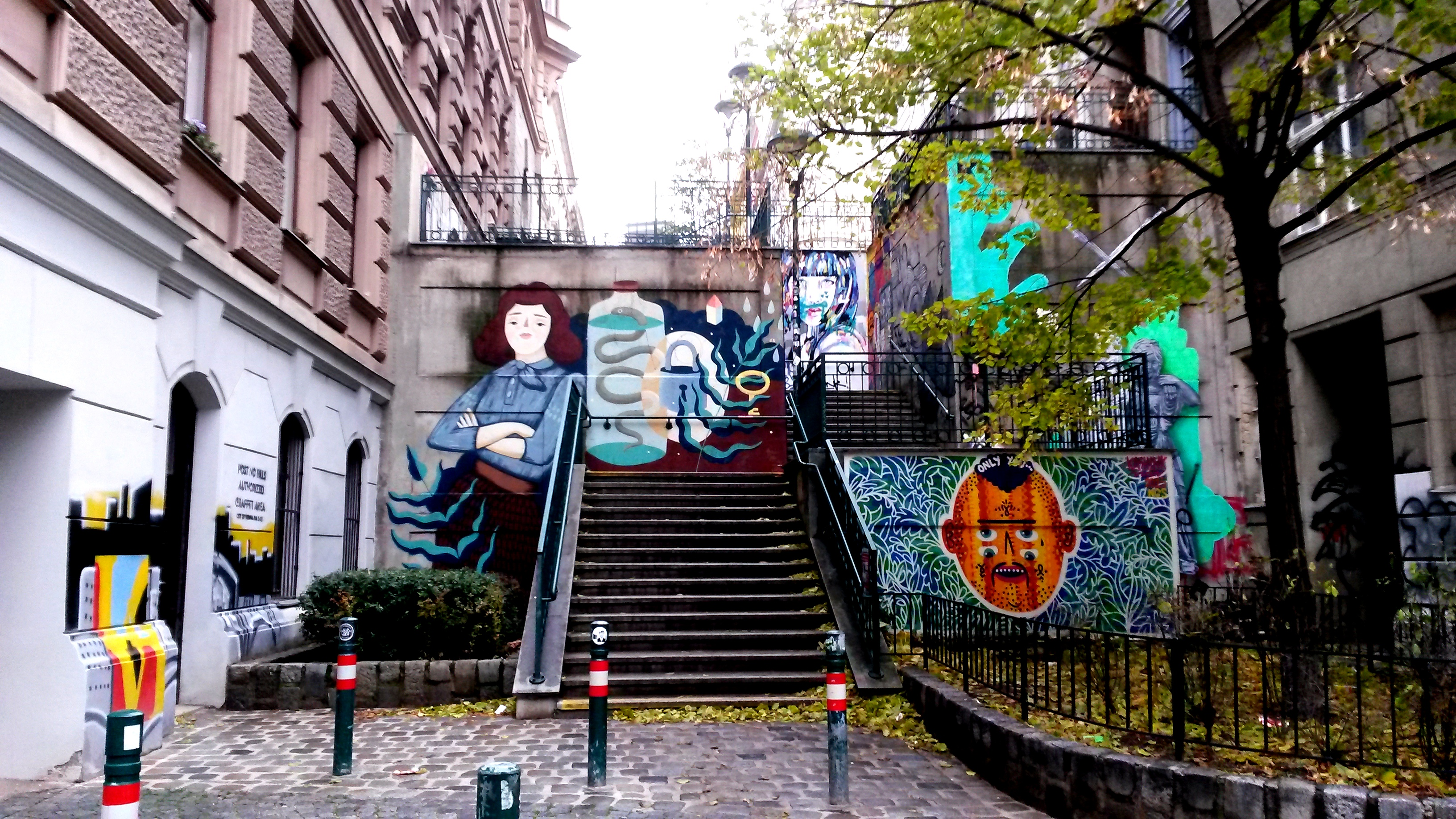
Capistranstiege à Mariahilf, Vienne

Kashink voulait initialement devenir tatoueuse. Après avoir utilisé des stickers, elle se lance vers la bombe et s'empare de murs dans la rue dès 2006. Elle n'a pas suivi de formation artistique, mais elle a effectué une formation pour adulte de peintre en décor pour des spectacles entre autres.
Elle travaille sans croquis préalables et utilise différentes techniques allant de l'installation, à la céramique, en passant par la photo, ou la vidéo. Elle vit à Paris.
Elle traite de thèmes engagés, et intervient au service de différentes associations comme La Voix de l'Enfant, Act up et Emmaüs. Un de ses projets, 50 cakes of gay, commencé en 2012, durant les premières manifestations contre le mariage pour tous à Paris, traite du sujet du mariage homosexuel, l'artiste dessine  dans le monde entier des fresques de gâteaux de mariage gay et s'engage pleinement contre l'homophobie.
En 2015, elle participe au projet Rosa Parks fait le mur, au nom des valeurs de lutte contre les discriminations, d’égalité et de paix associées à la figure de Rosa Parks,
une fresque de presque 500 mètres de long réalisée rue d'Aubervilliers entre octobre et décembre, collaboration avec les habitants et cinq artistes : Kashink (Paris), Zepha (Toulouse), Katjastroph (Nantes), Bastardilla (pt) (Bogota) et Tatyana Fazlalizadeh (New York),.
Elle travaille également avec des marques, K by Kronenbourg, Converse, l'Art en Cave, Cave de Saint-Chinian.
En 2014, un article de Priscilla Frank (arts et culture - HuffPost) intitulé 10 Women Street Artists Who Are Better Than Banksy la place en tête de liste.

### Sources d'inspiration
Son univers coloré la relie à des artistes comme Fernando Botero ou Gilbert et George. Ses visages protéiformes évoquent le graphisme mexicain et ses couleurs variées. Ses origines slaves et hispaniques, et son intérêt pour le Pop Art et l'illustration narrative donnent une tonalité riche à ses œuvres. Elle puise également son inspiration dans la tradition des masques présente sur tous les continents,.
Son style et le fait qu'elle porte la moustache font également écho au personnage de Frida Kahlo.

## Expositions, évènements et projets
2024
- Fresque monumentale dans le cadre de la Street Art Avenue 2024, cité des Francs-Moisins, Saint-Denis, Seine Saint-Denis (mars 2024)[18],[19]
- Intervention et création d'une fresque au collège Solignac de Strasbourg (08 et 09 janvier)
- Intervention au Collège Stockfeld de Strasbourg (11 et 12 janvier)

2023
- Loading. L'art urbain à l'ère numérique, exposition collective, Grand Palais Immersif, Paris (6 décembre 2023 - 21 juillet 2024). Installation Fluid de peinture et vidéo. Entretien filmé avec le commissaire de l'exposition Christian Omodéo[20].
- fresque géante sur un terrain de sport à Compaz Eduardo Campos dans le communauté défavorisée de Recife, Brésil (novembre 2023)[21]

2022
- Capitale(s) : 60 ans d'art urbain à Paris, exposition collective, Hôtel de Ville de Paris (15 octobre 2022 - 11 février 2023)[22]
- Peinture Fraîche Festival, Halle Debourg à Lyon (12 octobre - 6 novembre 2022)[23]
- Carte blanche à la Flèche d'Or, dans le cadre du mois des fiertés, dans le 20e arrondissement de Paris (22 juin 2022)

2021
- TEDx Tours, conférence Comment j'ai déconstruit mon identité pour mieux la découvrir, Grand Théatre, Tours, Indre-et-Loire (26 octobre 2021)[24]
- Exposition À corps et à cris, conférence et peinture en live dans le hall de la bibliothèque de la Part-Dieu à Lyon (5 octobre 2021)[25] « (Vidéo en ligne) »
- Fresque sur la façade de la bibliothèque Louise Michel, rue des Haies, dans le 20e arrondissement de Paris (octobre 2021)
- Expo de Ouf ! Fresques sur le Vaisseau 3008, rue de l'Hôtel Dieu à Nîmes (septembre 2021)
- Les Amazones, exposition collective 100% féminine curatée par Agathae Montecinos, Fluctuart, dans le 7e arrondissement de Paris (juin - octobre 2021)[26], dans le cadre du vernissage de cette exposition l'artiste Kashink prend les rênes de Fluctuart le temps d’une soirée[27]
- Le 27 Pantin, No Justice, No Peace, rue Auger à Pantin (juin 2021)

2020
- Fresque dans le cadre du festival MI.A.O.U. (Musée Intercommunal d'Art Ouvert et Urbain), rue Victor Hugo à Bessèges (juillet 2020)[28]
- Mur de la rue Jacques-Louvel-Tessier dans le 10e arrondissement de Paris (juillet 2020)

2019
- Kashink à La Grande Borne, fresques sur les façades des murs de la rue de l'Ellipse et de la rue Dédale à la cité de la Grande Borne, Grigny (19 novembre - 1er décembre 2019)[29]
- Le Mur, espace d'expression artistique rue Saint-Michel à Épinal (novembre 2019)[30]
- Festival Bouge, fresque sur le Local du quartier Penhoët, Saint-Nazaire (juin 2019)
- FestiWall au fil de l'Ourcq 2019, fresque quai de la Loire avec l'artiste thaïlandais Muebon, dans le 19e arrondissement de Paris (mai 2019)

2018
- Superchief Gallery NY, exposition collective, New York (États-Unis) (27 juillet - 16 aout 2018)
- Urban Painting Around the World, Live painting in Monaco, Port Hercule, Monaco (18 juillet - 20 juillet 2018)
- Maison des arts - centre d'art contemporain de Malakoff, hors les murs, Gymnase Jacques Duclos, place de la république, et La Ressourcerie, rue Raymond Fassin, Malakoff (1er mai - 30 juin 2018)[31]
- FestiWall au fil de l'Ourcq 2018, fresque quai de la Loire dans le 19e arrondissement de Paris (mai 2018)
- En marge du Printemps de Bourges, fresque sur l'ancienne maison de la culture de Bourges, hommage aux femmes et à Brigitte Fontaine (avril 2018)[32],[33]

2017
- Carte blanche pour mettre en valeur l'exposition Women House » au musée de la Monnaie de Paris (septembre 2017)[34]
- Caveau de Saint-Chinian, projet L'Art en cave, cuvée Kashink, œuvre sur une étiquette de vin et fresque dans la cave (été 2017)[13]

2016
- Ralentir Street art, Palissade du chantier de rénovation du Musée de La Poste (novembre 2016 - 22 janvier 2017)
- Beantatuz 2016, festival international de street art, Tolosa (Pays basque espagnol) (été avril 2016)
- Exposition solo de land art dans le jardin de l'association La Clef à Saint-Germain-en-Laye (mai 2016)[35]
- Totem, Les totems du collectif Osaro, parvis du Palais de la Porte-Dorée (24 et 27 mars 2016)
- Gare du Stade de France - Saint-Denis, avec l'artiste belge Djamel Oulkadi, Quai 36 en partenariat avec SNCF Gares & Connexions, Saint-Denis (2016) « (Vidéo en ligne) »

2015
- Paris Chéri-e, spectacle et installation à l'intérieur et l'extérieur du théâtre de l’Européen, place de Clichy, dans le 17e arrondissement de Paris (19 et 20 décembre 2015)[36]
- Rosa Parks fait le mur, fresque longue de presque 500 mètres, rue d'Aubervilliers dans le 18e et le 19e arrondissement de Paris (octobre 2015 - novembre 2015)[37],[12]
- Festival Art'Magnac, mur avec l'artiste Jone, Eauze (avril 2015)
- Women's Forum Street Art Project, Live performance à Paris le 17 mars à l'occasion de la Journée internationale des droits des femmes (17 mars 2015)[38]
- Fresque Mon corps, mes droits pour Amnesty International à la manière de La Grande Odalisque de Jean-Auguste-Dominique Ingres, rue Ordener dans le 18e arrondissement de Paris (2015)[39]
- Dans le cadre du festival Chromatic Paris fresque sur le mur de l'École Vandrezanne dans le 13e arrondissement de Paris (2015)

2014
- Le M.U.R., quartier Chartrons à Bordeaux (décembre 2014) « (Vidéo en ligne) »
- OUTSIDE/INSIDE, exposition solo, Miami Art Basel, Miami (2014)[40]
- K-Live festival, Sète (2014), dont une fresque en hommage à la chanteuse Édith Piaf
- Cabine à la Piscine Molitor, Paris (2014)[41]
- Fresques, l'une avec les graffeurs Kastr et Klone, une autre avec Christine Herzer, hommage du sixième anniversaire de la mort de l'Abbé Pierre dans le cadre d'Abbé Road, bâtiments d'Emmaüs, boulevard Louis Armand à Neuilly-Plaisance (2014)
- Hommage à Zoo Project (Bilal Berreni), enfant du quartier mort en 2013, rue Saint-Blaise à proximité de la future place Bilal-Berreni, avec Bault, BZT22, Koleo (2014)

2013
- Miami Art Basel, Wynwood Walls, Miami (États-Unis) (2013)[42]
- Women on the walls, exposition organisée par Jeffrey Deitch pendant Art Basel, Miami (États-Unis)  (2013)[43]
- Fresque en hommage au sixième anniversaire de la mort de l'Abbé Pierre dans le cadre d'Abbé Road, site d'Emmaüs, avenue Paul Doumer à Neuilly-Plaisance (mai 2013)

2012
- Biennale d'art contemporain au Havre (28 septembre 2012 - 15 mai 2013)[44]
- Le Mur Oberkampf, Paris (septembre 2012)[45]
- See No Evil (street art) (en) l'évènement de street art d'aout 2011 est reconduit en 2012, toujours sur 7 jours, à Bristol (Royaume-Uni), toujours autour de Nelson Street (aout 2012)
- Lancement du projet 50 cakes of gay (décembre 2012)[5], plus de 300 gâteaux peints, en France et dans de nombreuses villes dans le monde, Los Angeles, Miami, Vienne, Athènes, Berlin, Estonie, Maroc, Grande-Bretagne, Montréal[11]
- Kashink - Paganisme, exposition solo, Galerie Ligne 13 dans le 17e arrondissement de Paris (6 mars - 31 mars 2012)[46]
- Act Up-Paris, pour l'égalité des droits, rue Dénoyez et au Point Éphémère, Paris (janvier 2012)[47] « (Vidéo en ligne) »

2011
- Quartier du Street Art, exposition collective, Commanderie des Templiers de la Villedieu, Saint-Quentin-en-Yvelines (septembre - novembre 2011)
- Gayffiti, exposition solo, Galerie 106 dans le 11e arrondissement de Paris (septembre 2011)
- See No Evil (street art) (en) est un évènement de street art à Bristol (Royaume-Uni), autour de Nelson Street, See No Evil a duré une semaine et prétendait être le plus grand évènement d'art de rue au Royaume-Uni avec plus de 70 artistes, dont seulement deux femmes[48] (aout 2011)
- Give me a Wall so I can Escape, mur, Mairie du 20e arrondissement de Paris et Art Azoï, rue des Pyrénées dans le 20e arrondissement de Paris, avec l'artiste Stoul (juillet 2011)
- Petits Miracles à Mexico, ex-voto mexicains et contemporains, exposition collective, Musée d'Allauch (14 mai - 30 octobre 2011)
- Love & Napalm, exposition collective, 89 Main Street, Sackville (Nouveau-Brunswick) (avril 2011)
- Life's a Gamble, exposition solo, Galerie La Grille Yverdon (Suisse) (avril 2011)
- Wild Cats & Teddy Boys, exposition duo avec Ema, Galerie Voskel dans le 1re arrondissement de Paris (avril 2011)
- Buena Onda, exposition collective, Galerie Ligne 13 dans le 17e arrondissement de Paris (mars 2011)
- Fresque avec Izo, dalle Robespierre, Vitry-sur-Seine (2011)

2010
- Mascalaveras, exposition solo, Galerie All Over, Lyon (9 septembre - 6 octobre 2010)
- Give me a wall so I can escape, festival, Galerie La Friche dans le 20e arrondissement de Paris (juillet 2010)

2009
- Street Heart, exposition collective, Tokyo Art Club, Palais de Tokyo dans le 16e arrondissement de Paris (décembre 2009)
- Expo Kashink à la Lucha Libre, exposition solo, La Lucha Libre dans le 5e arrondissement de Paris (septembre 2009)

2008
- Fresque Vierge asiatique à l'enfant, Festival Kosmopolite à Bagnolet (2008)

2007
- The Big Show, exposition collective, Galerie l'Art de Rien dans le 18e arrondissement de Paris (septembre 2007)
- AllEyezOn...Kashink, exposition solo, Le Léopard dans le 11e arrondissement de Paris (6 octobre - 3 novembre 2007)
- Ex Voto, exposition solo, Galerie l'Art de Rien dans le 18e arrondissement de Paris (20 juillet - 24 aout 2007)

ND
- Fresque à l'intérieur de la Mairie du 2e arrondissement de Paris, Paris[3]

## Publications
- Kashink, Kashink : premières années à Paris, 2001-2015, Kashink, 2015, 149 p. (ISBN 978-2-9555211-06, BNF 44495042) livre rétrospectif sur 15 ans de street art[49]
- Dana Boulé, Kashink et Robin Drysdale, What do you want to be ?, 2017 (ISBN 978-0-692-84158-7, BNF 45266046)

## Filmographie

### Réalisation
- TEP, documentaire réalisé pendant l'été 2015, en collaboration avec l'association Plus Loin et Allan Sptl, co-réalisateur, projeté à l'Européen les 19 et 20 décembre 2015 (2015)[50] « (Vidéo en ligne) »

### Montage
- Intro Kashink (en) « (Vidéo en ligne) »
- Street Art Stories #1 - Saint-Chinian, France - Summer 2017 (en) « (Vidéo en ligne) »
- Street Art Stories #2 - Tolosa, Basque Country - Summer 2016 (en) « (Vidéo en ligne) »

### Musique
- single : FLUID (en) « (Vidéo en ligne) »
- INSIDE/OUTSIDE (solo show Wynwood Miami 2014) (en) « (Vidéo en ligne) »

### Vidéos
- [vidéo] Google Arts & Culture, « Day in the life of a street artist: Kashink », sur YouTube
- [vidéo] TEDx Talks, « S’accomplir par une approche fluide de son identité, Kashink », sur YouTube
- [vidéo] TV5 Monde, « Portrait de la graffeuse Kashink », sur YouTube
- (en) [vidéo] kashink1, « 50 CAKES OF GAY by KASHINK in Miami / Wynwood / Art Basel 2013 », sur YouTube
- (en) [vidéo] Paris je t'aime, « Paris inspires: 'Women House' exhibition at the 11 Conti Museum », sur YouTube
- [vidéo] OF ART, « Kashink : Elle a une moustache et ses graffitis ont 4 yeux », sur YouTube